# 香港特別行政區基本法第二十三條
《香港特別行政區基本法》第二十三條，簡稱香港基本法第二十三條、23條，是《香港特別行政區基本法》中第2章《中華人民共和國和香港特別行政區的關係》的最後一條，其用意是促使立法禁止任何有損中華人民共和國國家主權、領土完整、統一及國家安全的行為。內容主要包括禁止叛國、分裂國家、煽動叛亂和顛覆中央政府等行為。
2002年至2003年期間，《國家安全（立法條文）條例草案》的立法過程在香港引起巨大爭議，最終終止立法程序。
2020年6月30日，第十三屆全國人民代表大會常務委員會表決通過《中華人民共和國香港特別行政區維護國家安全法》，涵蓋分裂國家、顛覆國家政權、恐怖活動以及勾結外國或者境外勢力危害國家安全四項罪行，並以全國性法律形式納入《基本法》附件三中在香港施行，但此舉不等同取代香港基本法第二十三條立法工作。因為《中華人民共和國香港特別行政區維護國家安全法》中只涉及23條中7項罪名的其中2項，分別是分裂國家及顛覆中央人民政府。
2024年3月8日，針對基本法第23條立法的《維護國家安全條例草案》正式刊憲並正式在香港第七屆立法會進行首讀，同月19日二读、三讀通過。準此，《維護國家安全條例》由香港行政長官李家超簽署後同年3月23日刊憲生效。國安條例以中共中央總書記習近平提出的「總體國家安全觀」為指導原則。
2024年5月28日，警方國安處於全港多區拘捕5女1男，涉嫌違反《維護國家安全條例》下的「煽動意圖的相關罪行」，為《維護國家安全條例》生效後首宗案件。

## 條文草擬
香港特别行政区基本法起草委员会於1988年8月發表《基本法》第一稿，稿內第二十二條（即第二十三條前身）全文如下：
|  | 香港特別行政區須立法禁止任何破壞國家統一或顛覆中央人民政府的行為。 |

第一稿公佈後社會意見認為條文含糊，認為條文應刪去「顛覆」字眼，草委會隨後在1989年2月發表的《基本法》第二稿第二十三條中刪除「顛覆中央人民政府」字眼，以釋疑慮：
|  | 香港特別行政區應自行立法禁止任何叛國、分裂國家、煽動叛亂或竊取國家機密的行為。 |

條文中又加入「自行立法」字眼，讓香港特別行政區政府可在適當時機才立法。
1989年發生六四事件後，中国共产党和中华人民共和国政府認為需要收緊有關條文，故於最後修訂的條文中重新加入「顛覆中央人民政府」字眼，並於條文中加上禁止香港政治性組織與外國的政治性組織進行政治活動和建立聯繫的內容，以避免香港成為「顛覆基地」。條文最終版本如下：
|  | 香港特別行政區應自行立法禁止任何叛國、分裂國家、煽動叛亂、顛覆中央人民政府及竊取國家機密的行為，禁止外國的政治性組織或團體在香港特別行政區進行政治活動，禁止香港特別行政區的政治性組織或團體與外國的政治性組織或團體建立聯繫。 |

## 歷史

### 回歸前
香港在英國管治期間，《刑事罪行條例》，《公安條例》，《官方機密條例》和《社團條例》均是和國家安全有關的法例。

### 2003年立法未果
2003年，香港首任行政長官董建華任內推出《國家安全（立法條文）條例草案》，在同年七一遊行後撤回。
2004年9月，立法會選舉結束，自由黨晉身為立法會第2大黨，自由黨主席田北俊即時向董建華建議重新提交23條草案予立法會諮詢，但董建華拒絕。
2010年8月21日，港區全國人大代表王敏剛表示，由於國際形勢危急，不時發生恐怖活動，香港不應再迴避問題，愈快立法愈好，因此會在下周在北京舉行的全國人大常委會上，重新要求香港特區政府為基本法第23條立法。
2011年5月25日，全国人大常委范徐麗泰表示，行政長官需要面對多項挑戰，更有責任及有需要為在2003年立法失敗的《基本法》第23條立法，同時表示23條並非洪水猛獸，市民無需過於擔憂。
習近平自2012年11月中共十八大後出任中共中央總書記成為最高領導人以來，特別關注中國國家安全問題。2014年4月15日，習近平主持召開中國共產黨中央國家安全委員會第一次會議，提出「總體國家安全觀」，強調國家安全在各領域的重要性。
2012年11月22日，時任國務院港澳辦副主任張曉明在報章撰文，指基本法23條規定了特區應自行立法禁止危害國家安全行為，香港需要在適當時候就基本法第23條立法，防止外部勢力干預香港事務。他強調，在基本法下，中央的權力不限於外交和防務，還包括主要官員的任命和法律的審查。他更指出，香港人要深入了解中國共產黨在國家中的領導地位是歷史和人民的選擇。公民黨黨魁梁家傑批評張的言論，反映了行政長官梁振英的確肩負了包括為基本法23條立法的政治任務；民主黨亦批評張的言論，是中央企圖加緊對香港人的思想箝制。
2017年6月20日，全國港澳研究會會長陳佐洱批評香港回歸二十年仍然未為基本法23條立法，並指出面對港獨需要中央落實全面統治。

### 2020年全國人大常委會訂立《香港國安法》
2019年中香港爆發反對逃犯條例修訂草案運動，中共中央總書記習近平對此強調要「止暴制亂」。2019年11月，時任保安局局長李家超在區議會選舉前接受中國中央電視台專訪，指出「總書記（習近平）已經說得很清楚，現在香港最緊迫的任務就是止暴制亂。而且總書記講的有關三個堅定支持，支持行政長官、支持警隊、支持我們司法機關」。
2020年5月19日，香港行政长官林郑月娥在行政会议前会见记者时，被问及基本法23条立法时间表的问题时表示，香港回归23年来，至今仍未能完成基本法第23条立法以维护国家安全，“令人失望”。因2019冠狀病毒病疫情蔓延，原定3月舉行的全國政協及全國人大會議分别延期至同年5月21日及22日在北京開幕。當中港區全國人大代表陳曼琪打算在人大會議上提案，建議中央按照《香港特別行政區基本法》，制定《中華人民共和國香港特別行政區維護國家安全法》的全國性法律，並納入《基本法》附件三，不需通過香港立法會審議就可以在港實施。随后在公布的全国人大会议议程中，包括了审议《关于建立健全香港特别行政区维护国家安全的法律制度和执行机制的决定（草案）》的议案。
2020年5月28日，第十三届全国人大三次会议通过了《全國人民代表大會關於建立健全香港特別行政區維護國家安全的法律制度和執行機制的決定》，在督促香港尽快就二十三条完成立法的同时，授权全国人大常委会可就建立健全香港特别行政区维护国家安全的法律制度和执行机制制定相关法律，并列入《香港特别行政区基本法》附件三，而这部法律就是被民间称为“港区国安法”的《中华人民共和国香港特别行政区维护国家安全法》。

### 2024年重新立法

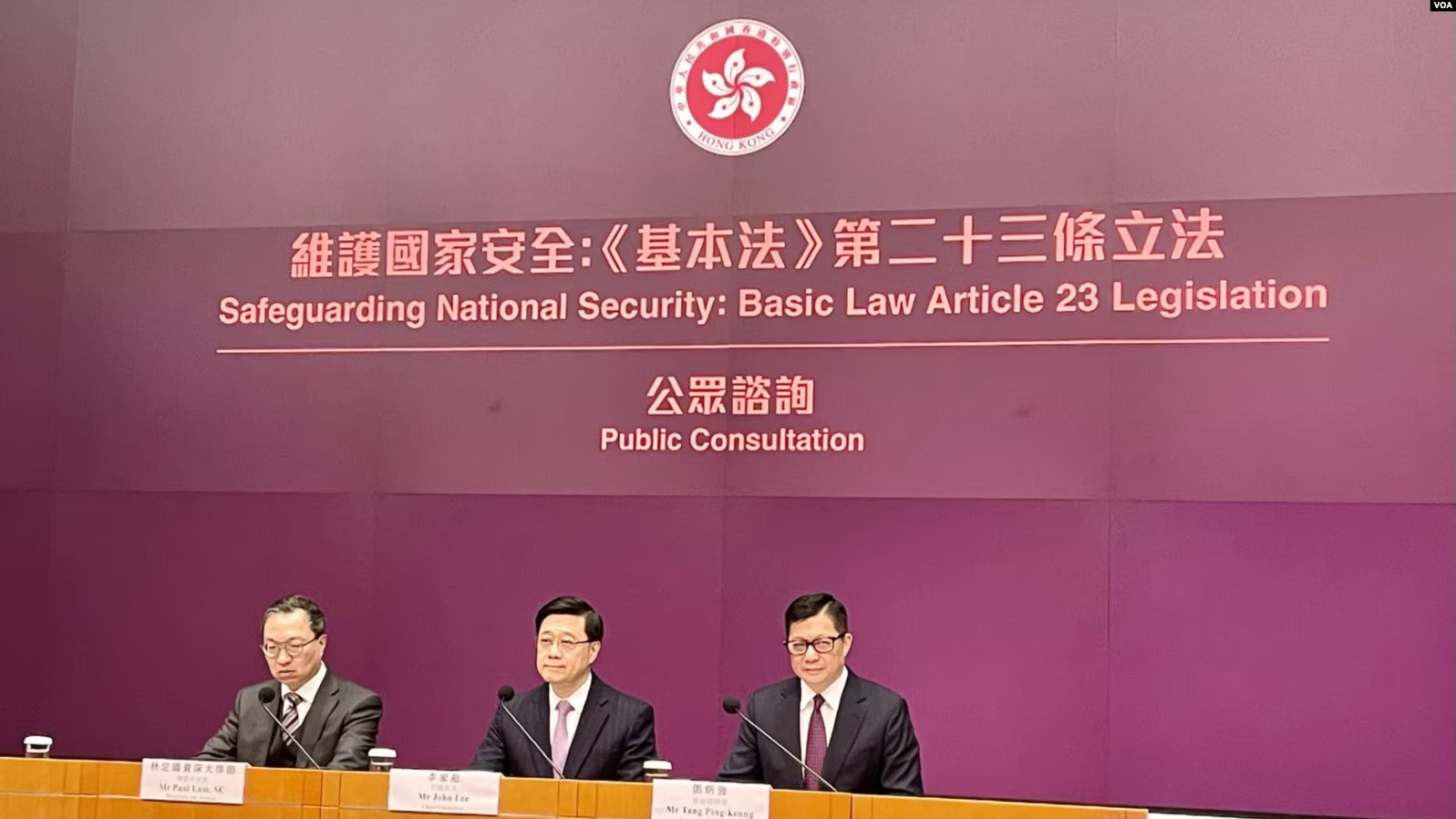
2024年1月30日，行政長官李家超連同律政司司長林定國及保安局局長鄧炳強召開記者會，宣布展開基本法23條立法公眾諮詢

#### 立法程序前
2021年9月26日，保安局局长鄧炳強在电视节目中透露，现在是23条立法的最佳时机，并称正在研究立法细节。
2022年7月20日，《明報》李先知專欄指保安局於2002年就23條立法而設的專題網站已下架。保安局指政府重新就《基本法》23條立法進行預備工程，包括將有關網站更新而故暫時關閉網站，但未有交代關閉網站的時間。政府檔案處前處長朱福強認為有關的政府檔案有歷史意義，不應該隨便銷毀。
2022年10月11日，政府更新年度立法議程期間，抽起為《基本法》23條於2022年本地立法的計劃。行政長官李家超出席行會前見傳媒時表示目前國安的風險千變萬化，加上國際地緣政治急速惡劣變化下，過往難以想像目前有不少危害國家的手段。因此需要評估國際形勢而完善法例，以達到可處理極端情況和沒有任何漏洞。又指有普通法國家提出禁止構成國家安全風險的人士長時間離開處所，甚或可重覆禁止，指出政府會密切留意當地實施情況，包括涉人權方面問題處理。
2023年1月17日，行政長官李家超接受《香港商報》專訪時表示，已要求保安局草擬23條的第二稿，尤其針對間諜活動、偽裝組織，以及新媒體新科技等手段，「希望在今年，最遲在下年可以完成整個工作」 。
2023年2月13日，全國僑聯副主席盧文端在《明報》撰文，列舉四大理由指出今年不宜就《基本法》23條展開立法程序。他認為全面通關後應聚精會神抓機遇謀發展，目前亦有《港區國安法》「保底」，擔憂展開23條立法後會讓民進黨在台灣總統大選中以此爭取選票而「撈取執政權繼續搞台獨」。
2023年2月14日，行政長官李家超出席當日行政會議前回應說，自己對23條立法的立場沒有改變，希望盡快在今年、否則明年完成立法，至於在甚麼時間推出，要按整體實際情況決定，當局會在認為應該推出時推出。6月21日，李家超接受香港中通社專訪時強調，23條必然要盡快立法，「一定在我的任期內立，在今年或最遲明年一定要立法」。10月25日，李家超宣讀任內第二份施政報告時表示，2024年內會完成23條立法。12月3日，李家超表示特区政府已开始准备基本法第23条的立法工作。12月18日，李家超在北京向中共總書記習近平匯報將會展開基本法第23條立法工作。
2024年1月12日，第六屆特區政府向第七屆立法會提交本年度立法議程，當中涉及29項法例修訂，包括為《基本法》23條立法的「維護國家安全條例草案」。政府各項法例修訂議程中，均列明計劃於上半年或下半年提交草案至立法會，但23條本地立法的提交時間則只列為「上半年度／下半年度」。

#### 展開諮詢
2024年1月30日，行政長官李家超聯同主事官員宣布正式展開基本法23條立法的公眾諮詢，邀請巿民表達意見，諮詢期至2024年2月28日為止，比2003年立法時的諮詢期短。李家超明確，23條列明相關案件案件在香港審理，不會將被捕人送往大陸。
諮詢文件建議訂立一套全新的《維護國家安全條例》，諮詢檔將有九章，前兩章解釋憲制責任、國家安全風險 、立法原則、考慮因素等；第三到七章涵蓋五大類危害國家安全的行為和活動，包括：
- 叛國及相關行為，完善現行《刑事罪行條例》[39]，將不合時宜的部分（如殖民統治時期的提述）刪除，納入與叛國相關罪行，例如危害國家安全份子參與涉及境外勢力操練；
- 叛亂、煽惑叛變及離叛，以及具煽動意圖的行為，建議完善《刑事罪行條例》[39]，擴大煽惑叛離罪涵蓋的煽惑對象，涵蓋對象由目前只針對警員等，擴闊至包括制訂與執行政策、維持公共秩序的公職人員；並引入「叛亂」罪，處理涉及國家安全的暴動及國家內亂及武裝衝突等；
- 竊取國家機密及間諜行為，將定義國家秘密行為，禁止非法獲取、管有和披露國家秘密，並將法例涵蓋現代間諜活動，例如境外勢力透過代理人發布虛假或誤導訊息，禁止參加、支援境外情報組織或接受境外情報組織利益；
- 危害國家安全的破壞等活動，將新增罪行，針對透過電腦或電子系統進行危害國家安全的行為；
- 境外干預及組織從事危害國家安全的活動，將訂立「境外干預罪」，禁止任何人配合境外勢力，透過不當手段干預特區或國家事務，包括特區選舉、立法和司法機關決定，損害中央及特區與任何外國或中國任何其他地區的行為，涵蓋對象亦會擴大至現行《社團條例》不適用的組織。

同日，全體行政會議非官守議員表態堅定支持政府就第二十三條提出的立法建議。
香港律師會2月27日向政府提交意見書，認同諮詢文件提出的立法原則及考慮因素。

##### 對披露國家秘密“免責辯護”的討論
2024年3月6日，立法會保安事務委員會、司法及法律事務委員會和研究與《基本法》第23條立法相關的事宜小組委員會聯席會議就“公眾利益”是否應該加入“國家秘密”罪行相關的免責辯護進行討論。工聯會吳秋北認為，維護國家主權安全發展利益是“一國兩制”最高原則，最高原則其實是最高的公眾利益。謝偉俊議員提到了李文亮醫生的個案，作為公眾利益免責辯護的一個例子，認為他可能涉及違反國家利益，但有公眾利益在內。律政司司長林定國則回應，任何事情都不應該凌駕於國家安全之上，披露國家秘密的風險可能遠大於所謂的公眾利益，強調即使有公眾利益的考慮，也要有很高的門檻和舉證責任。
《維護國家安全條例草案》列明公眾利益可作為指明披露國家秘密的免責辯護。2024年3月9日，新民党议员叶刘淑仪在法案委员会会议就该议题发言，以李文亮医生个案为例，指出「吹哨人」並非自動免責，披露前必須採取切實可行的替代步驟，例如和上司沟通。保安局副秘書長廖李可期對此表示贊同，認為在披露國家秘密之前，應該先完成所有合理的步驟，才能以公眾利益作為辯解理由。实政圆桌议员田北辰发言，以2018年紅磡站剪鋼筋事件为例，表示自己曾经披露了这一涉及乘客安全的问题，如果没有独立调查委员会去调查，他会以公众利益为免责辩护。保安局局長鄧炳強则回应，这是一个特定的场景，不方便作出讨论。

#### 中共中央要求盡快立法
2024年3月7日，中共中央政治局常委、中央港澳工作領導小組組長丁薛祥在第十四屆全國人大第二次會議期間會見港澳人大代表團，表示香港基本法第23條要盡早完成立法。他提到香港社會上仍存在「軟對抗」，必須抵禦這些反華勢力、顛覆力量的抹黑攻擊。他充分肯定特區政府的工作，認為香港行政長官李家超所做的是歷史的擔當，指出香港在歷史上對國家發展，是「一直發揮不可替代的作用」，希望未來繼續發揮「一國兩制」、聯通世界、作為世界超級聯繫人的優勢。
同日，行政長官會同行政會議決定將《維護國家安全條例草案》於翌日刊登《香港政府憲報》並提交立法會審議。

#### 立法會審議
2024年3月8日，針對基本法第23條立法的《維護國家安全條例草案》正式刊憲並正式在立法會進行首讀及二讀，研究基本法23條相關小組委員會轉為法案委員會就條例草案展開逐條審議，其後每日連續密集式開會，舉行20節會議，逐項審議條文，審議近40小時，13日完成。
3月13日晚，香港特區政府提交《維護國家安全條例草案》修正案，就共40項條文提出修正。修正案中建議，賦權行政長官會同行政會議可訂立維護國家安全附屬法例，以應對未能預視的情況，違附屬法例者最高可罰款50萬元及監禁7年。
14日，法案委員完成逐條審議修正案，並獲委員會所有議員支持，翌日向立法會內務委員會提交口頭報告。
15日，立法會內會將《維護國家安全條例草案》提交修正案的限期定於16日中午12時，一致同意保安局局長鄧炳強尋求豁免23條條例草案恢復二讀辯論的建議，在限期屆滿前，只接獲保安局局長鄧炳強提交的修正案，如條例草案獲二讀，保安局局長可就條例草案動議修正案。
19日，立法會于上午9時加開會議，恢復二讀辯論、全體委員會審議及三讀《維護國家安全條例草案》。二讀辯論中發言的議員都支持立法，下午4時10分左右，二讀无反對通過。晚上接近7時，三读以89票（一個議席懸空）全部赞成通過。於3月23日刊憲生效。

## 評價

### 支持

#### 香港

##### 特區政府
- 有媒體指出，金融界、外國企業可能擔心23條立法生效后，面臨“叛國”“煽動”“國家安全”相關罪行的指控，導致遵守法律成本較高，讓投資人將資金撤離香港[66]。2024年2月3日，特區政府投資推廣署署長劉凱旋曾在記者會上表示，商界並不需要擔心相關立法的影響，她接觸過的外國商會及領事都表示英、美、加等地都有維護國家安全的法例，外商關注本港的立法細節，但並不憂慮會影響做生意，亦無特別考慮。她同時指出，2023年78%商會成員表示無計劃在未來3年內將總部撤離香港，去年來港企業數字增長27%，反映企業相信香港繼續是營商好地方[67]。
- 2024年3月8日，行政長官會同行政會議決定把《維護國家安全條例草案》於當日刊憲並提交立法會審議，行政長官李家超強調：“基本法第23條立法應早一日得一日，早一日完成立法，國家安全便早一日得到有效維護。”[68]
- 2024年3月13日，保安局局長鄧炳強在立法上發言時説，如今地緣政治複雜多變，香港國安風險無日無之，政府必需堵塞國家安全的缺口，儘早完成立法工作，早一日完成立法，國家安全受威脅風險就少一日。 他同時強調，23條諮詢期間收到98.6%的支持和正面意見，立法具巨大民意基礎，條例草案已清楚界定各項罪行，列有適當例外情況及免責辯護，無辜者不會誤墮法網。[來源請求]
- 2024年3月15日，保安局局長鄧炳強主持入境事務學院學員結業會操，檢閱209名結業學員，儀仗隊與會操隊伍靈活變陣拼砌出中國數字「二十三」，展示入境處全力支持《基本法》第23條立法[69]。
- 2024年3月16日，保安局局長鄧炳強就《維護國家安全條例草案》修正案中，有關賦權行政長官會同行政會議可訂立維護國家安全附屬法例發出聲明，強調立法機關授權行政機關為更有效地實施主體法例的規定而制定附屬法例，是普通法制度下行之已久的做法，市民毋需顧慮。[70]
- 2024年3月19日，23條立法獲立法會通過后，香港行政長官李家超隨即發表講話稱，今年是習近平總書記提出「總體國家安全觀」十週年[71]，而立法結果則是「不負國家所託、中央所託」，讚揚「整個立法過程謹慎，審議過程體現了『愛國者治港』的最高價值，完成了23條立法的『神聖任務』」[72]。
- 2024年3月20日，5間重點企業與引進重點企業辦公室簽約，包括6間美國企業以及19間内地企業，其中美國B2B支付解決方案供應商PlayCargo指出23條立法將幫助香港打造一個更穩定的營商環境[73]。香港政府强調，23條立法只是針對危害國家安全的極少數人，李家超指出，安全和穩定的環境將對企業、資本帶來更大的新引力[74]。
- 2025年1月21日，「歷史性完成二十三條立法 維護國安保障香港穩定發展」榮登「2024年特區政府施政十件大事評選」榜首[75]。在頒獎典禮上，李家超稱高興見到完成二十三條立法成特區政府施政十件大事首位[76]。

##### 法律界及立法會
- 2024年1月30日23條立法展開諮詢，香港大律師公會主席杜淦堃稱，基本法第23條立法是特區政府履行憲制責任[77]；身兼香港中律協創會會長的立法會議員陳曼琪表示，公眾諮詢檔參考了其他國家有關維護國家安全的法律，顯示英美國家的國家安全法律比《香港國安法》更嚴更闊[來源請求]。
- 立法會主席梁君彥稱，基本法23條立法是整個特區的憲制責任，政府及立法會要盡一切努力完成責任，儘快堵塞國家安全的缺口，完全認同早一日立法、國家安全就早一日得到保障的說法[78]。
- 民建聯議員、全國人大常委李慧琼稱，《基本法》23條立法並沒有「死線」，但早一日立法就早一日得到保障，認為“最重要是有高質、高效的心意。”李慧琼形容「這份是欠了20多年的功課」，經歷2019社會事件後，令大家明白國家安全與生活息息相關[79][80]。
- 2024年3月19日，在立法會二讀會議中，保安局前局長、新民黨主席葉劉淑儀稱今此次立法比起她於21年前處理，肩負更大責任，完成憲制責任感到高興。如果2003年能夠成功立法， 2014年占中、2019年暴力行動中的分裂國家、顛覆政權的不法份子就能夠有法可依[81]。
- 立法會議員、選舉委員會管浩鳴稱，在任何政府要動用國安法，其實是一個極少數的情況，因為是一件很『丟架』的事情，有辱我們國家的體面，亦傷害了民族的精神；他强調緊急通過立法，背後的用意只是要保障廣大市民的福祉，並非打算隨便去捉捕大家，市民亦毋須過份去擔心這件事[82]。
- 新民黨立法會議員容海恩因《港區國安法》通緝家翁袁弓夷與其脫離翁媳關係，2024年3月19日，她表示從不擔心違法丈夫袁彌昌違法，有信心丈夫會小心處理與父親聯絡，不涉及國家安全[83][84]。
- 基本法委員會委員、經民聯議員梁美芬稱，世界各地無一個國家是授權給地方政府自行制定國家安全的法律，只有香港和澳門有這個機會，認為充分反映中央維護一國兩制和香港普通法的決心，亦是顯示中央對香港的高度信任。中央寧願等了20多年這麼久都還要給機會香港自行立法，可謂「用心良苦」，認為香港應好好珍惜[85]。
- 立法會議員、新論壇選舉委員會界別議員馬逢國稱，在10年前沒有23條立法前，立法會某些議員與境外勢力勾結，研討如何挑戰政府、製造麻煩，癱瘓社會、立法會及政府運作，他們國家觀念模糊、國家意識缺乏，甘於被外國勢力利用，讓人痛心[86]。
- 全國人大代表、立法會議員陳曼琪稱，堅決支持完成《基本法》第23條規定的本地立法、完善相關法律，向世界展示國家堅定不移、全面準確貫徹「一國兩制」、「港人治港」的方針[87]。

##### 香港親建制团体人士
- 前全国政协副主席霍英东稱，支持香港特區政府按照《基本法》的規定，就《基本法》23條進行立法。[88]
- 前港區全國人大代表、全國港澳研究會副會長譚耀宗稱，各國都有維護國家安全的法例，稱外國的相關法例頗嚴謹，強調23條只為保護香港，屬防禦性質。[89]
- 2024年3月9日，全國政協副主席梁振英在北京參加兩會時稱，跟歐美、日本或新加坡比較，香港目前建議的最高刑罰是合適，也相對寬鬆；提到條文限制嫌疑人接觸律師，他認為要防止互相串通，如今香港的地緣政治環境、國際關係等會變得複雜，不能夠不警惕和防範。[90]
- 香港中華總商會、香港中華廠商會、香港廣東社團總會、香港福建社團聯會、香港島各界聯合會、九龍社團聯會、新界社團聯會、香港婦女發展聯會、香港工商專業聯會、香港新界區原區事顧問協會、香港華人革新協會、香港青年社團聯盟、新界青年聯會、大埔各界協會、香港漁民團體聯席會議、香港漁民互助社等團體均發表文章支持立法。 [88]
- 香港商會稱堅決支持23條立法，確保“一國兩制”實踐，有助於減少政治風險和不確定性；爲了更好落實23條立法，應該針對立法加强宣傳解説、加强對青年學生的教育。[91]
- 2024年3月16日，基本法委員會前委員、港大法律學院憲法學教授陳弘毅在採訪中支持《維護國家安全條例草案》，認為符合23條立法的要求，表示和英美等國家的國安法相比，他認為目前建議的《條例草案》相對簡單，比較容易遵守和執行，市民應該不會誤墮法網。[92]
- 香港科技大學（廣州）副校長、香港科技大學霍英東研究生院院長吳宏偉稱，從學界的角度來看，23條立法會保護學術自由，過去有些外國學者可能擔心在香港從事某些學術活動會觸犯法律，現在有了明確的法律規定，有助於消除顧慮，促進學術研究的開展；他強調了立法對科研成果保護的重要性，香港的知識產權和科研成果在法律的保護下將更加安全，促進香港的科研創新和經濟發展[93][94]。
- 全國政協委員、立法會議員李鎮強形容23條立法並非洪水猛獸，香港市民經過「佔中」、「黑暴」，深深體會到設立《國安法》的重要性，清楚要先穩固國家的防線，才可以發展好經濟[95]。
- 特區政府將草案提交立法會審議，香港中華聯誼會會長鄭翔玲稱，國家安全是國家生存發展的基本前提，香港作為特別行政區必須全速推進基本法23條立法，落實香港26年多來未完成的憲制責任[96]；只有盡快完成立法、築牢國安防線，才能更好保障投資者和市民利益，優化營商環境，集中精力拼經濟、謀發展、惠民生、開新局[97]。
- 全國青聯委員、深圳市政協委員、新界社團聯會理事長譚鎮國稱，2019年的慘痛經歷使得香港社會各界已意識到國家安全風險真實存在。基本法第23條立法是特區政府必須履行的憲制責任，能完善香港基本安全保障，對此社會已早有共識[98]。
- 2024年2月15日，《大公報》絲路智庫研究院院長梁海明從經濟學、金融學角度，通過公共物品理論（Public Goods Theory）、外部性理論（The Theory of Externalities）、投資和創新理論（Investment Theory and Innovation Theory）、社會穩定理論（Social Stability Theory）等理論分析得出，23條立法可保障香港經濟穩定、增強投資者信心、促進國際金融合作，帶來正面影響[99]。

##### 商界及金融界
- 新世界發展、恒基兆業、城巴、花旗銀行(香港)等商企一致堅定支持《維護國家安全條例》立法，並深信隨著有關的憲制責任得到履行，香港特別行政區將更有條件全速前進，發展經濟，普惠民生。[100]。

##### 组织调查
- 2024年3月17日，据《點新聞》報道，香港社交媒體熱傳一條名為《街頭遇扑咪，你敢唔敢答？》的短片，反映市民對23條立法的看法。視頻顯示，包括金融從業員、青年學生、公司秘書、客戶經理、設計師、律師等不同職業的多位市民支持23條立法，但被西方媒體「滅聲」。他們認爲23條立法“使社會更安全，避免過分政治爭拗，令特區政府騰出手來全力發展經濟”“有穩定的社會環境，經濟才能起飛”“23條立法堵塞法律漏洞”“國家安全，社會穩定，青年才可以勇於發掘更多就職機遇”[101]。
- 2024年3月18日，香港研究協會公布一份民調，訪問了1034名18歲或以上市民，结果顯示72%受訪市民認同香港有憲制責任維護國家安全，約45%受訪者認為香港社會仍面對外部勢力危害國家安全的風險，約67%市民相信若《維護國家安全條例草案》獲通過無損日常生活基本權利，約60%受訪市民亦對香港未來經濟前景有信心，當中約半數人相信落實條例草案會產生正面影響[102][103]。

#### 中華人民共和國
- 外交部發言人汪文斌表明全力支持特區政府為23條立法，相信有助維持香港長期和平和穩定，保障居民福祉及各地投資者利益。[89]
- 中共中央機關報《人民日報》旗下人民網稱，世界上大部分國家和地區皆有為當地的地區安全立法。若反對就「分裂國家行為」及「顛覆『中央人民政府』」立法，等於放縱和包容對危害國家安全的行為。[104]
- 中共中央軍委機關報《解放軍報》評論認為，很多西方國家都有相關國家安全法例，而且訂得比中国政府对待香港问题更嚴苛。例如早在1831年美国即制定法律规定：当联邦法律和州法律冲突时，应遵守联邦法，否则联邦政府有权动用武力在各州执行联邦法，分裂分子将以叛国罪论处。（參見美國重建時期#南方回歸聯邦的問題、是的加利福尼亞獨立運動。[105]）
- 2024年3月4日，十四屆全國人大二次會議舉行新聞發佈會，大會發言人婁勤儉稱，儘早完成香港基本法規定的維護國家安全立法，是香港特區履行維護國家安全的憲制責任，也是特區落實香港基本法、全國人大關於建立健全香港特別行政區維護國家安全的法律制度和執行機制的決定的，以及香港國安法有關規定的法定義務，確保香港長治久安，“一國兩制”行穩致遠。未來，中央將繼續支持香港積極融入國家發展大局，主動對接國家發展戰略。[106]
- 2024年3月20日，中國駐美大使館對於美國國務院發言人就香港立法會全票通過《維護國家安全條例》作出詆毀抹黑表示強烈不滿和堅決反對，指出 《條例》懲治的是極少數危害國家安全的犯罪分子，保護的是遵紀守法的絕大多數香港居民，及進行正常活動的外國機構、企業、人員；立法通過後不會影響香港原有的資本主義制度及正常的商貿活動和國際交流合作，强調《條例》契合世界各國維護國家安全立法趨勢，充分借鑒普通法國家同類立法經驗，與國際做法及規則相接軌[107]。
- 2024年3月20日，歐盟發聲明稱《維護國家安全條例》侵蝕香港基本自由和政治多元化，外交部駐港公署對此表示強烈不滿和堅決反對，強調香港國安條例充分借鑒其他國家特別是普通法國家立法經驗，敦促歐盟摒棄虛偽雙標和狹隘偏見[108]。

#### 海外团体
- 2014年10月2日，超过100间拥有者為「海外华文传媒协會」的海外中文媒体联合署名发表立场，表示由于23条立法至今未能落实，香港成了全世界绝无仅有的一个连叛国和分裂都无法入罪的“法外飞地”。外国颠覆势力和香港本地极端反共势力一步步将香港变成了今天这个样子，一场导致国家分裂的颜色革命随时可能爆发。[109]翌日，联合署名此《宣言》的主要撰稿及发起者——海外华文传媒协会主席、日本《中日新报》社长刘成在接受中國國際廣播電台专访中认为，面对策动祸乱香港的后台势力，希望中国中央政府「不能这样忍让下去」。[110]

### 反对或質疑
在2011年，距离2024年23條立法會議13年，反对香港基本法二十三條的人士（例如玛丽·劳勒、香港民主黨）當時认为，其內容含糊不清，其中尤以香港、內地兩地標準及定義不同為首，「煽動叛亂」、「顛覆國家政權」、「竊取國家機密」等入罪條件輕則數句即可入獄，最高判刑更達終身監禁。

#### 香港

##### 泛民主派
- 2011年，擔任過香港基本法起草委員會委員的前民主黨主席李柱銘稱《第二十三條》關於顛覆中央人民政府的罪名是於1989年發生六四事件後才再次加入《基本法》草稿中。同樣曾任基本法起草委員會委員的司徒華則認為條文是針對支聯會及泛民主派。[113]
- 民主黨於2024年2月26日向政府提交意見書，擔心「竊取國家秘密罪」涵蓋範圍太廣泛，建議加入公眾利益免責條款，降低「境外干預罪」定罪門檻，並確保相關法律條文定義清晰。[114]
- 社民連于2024年2月27日就23條立法示威，並發佈意見書稱「先有民主人權，才有國家安全」。[115]

##### 中间派
- 2011年，時任港區全國政協委員劉夢熊認為，所有主權國家法律有維護國家安全，目前已被美國自由法取代的美國愛國法比香港03年草案嚴苛；香港人只是被中国大陆案例嚇怕。劉認為，香港人愛國，也認同要就國家安全立法，只要中国大陆政治民主、法制健全，對「煽動」、「顛覆」、「竊密」的定罪令人信服，符合民主、自由、法治、人權的普世價值，尊重國家憲法規定的公民權利，二十三條立法自然就水到渠成。[112]

##### 普通市民
2024年3月1日，BBC中文刊登一篇9分鐘長的訪問，探討香港今次23條立法與21年前的社會氛圍對比。大部分被「扑咪」的市民聽到記者是想訪問有關「23條」的問題都避之則吉，轉身而去，不願回答記者的提問。 BBC認爲，在香港討論《基本法》第23條可能已成為了公眾禁忌。

#### 國際組織 / 其他國家政府

##### 聯合國
- 聯合國人權事務高級專員福尔克尔·蒂尔克對23條立法通過表示遺憾。他表示：「儘管（外界）就其許多條款與國際人權法律無法匹配提出了嚴重關切，如此重大的法案還是得以如此加速通過立法程序，著實令人震驚」，並認為「未經徹底審議和有意義的諮詢就通過，是香港人權保障的倒退」，且该法中對多項罪名定义含糊，令人「深感不安」。[118][119]

##### 國際特赦組織
- 2024年3月8日，國際特赦組織中國事務總監莎拉·布魯克斯（Sarah Brooks）指，香港政府急速立法表明其急於進一步廢除人權保障，背棄國際義務；又批評法案將中國大陸內被用以侵犯言論結社自由的「國家安全」及「國家秘密」的法律概念引入香港法律；而且新增「境外干預罪」措辭模糊，可能導致與外國交流行為被視為危害國家安全。她又批評延長拘留期及容許當局拒絕被捕者接觸律師嚴重侵害公正審判權，並總結指立法目的顯然是為了扼殺批評聲音。[120]

##### 国际律师协会
- 2024年3月25日，國際律師協會人權研究所發表聲明指23條立法代表香港人權狀況繼《港區國安法》實施以來進一步倒退，對維持法律專業的獨立性構成重大壓力。聲明批評立法條文與言論自由、集會結社自由、公平審訊權利等多項基本人權背道而馳，而廣泛而模糊的條文亦容許對異議者的任意、出於政治動機的檢控。聲明總結批評法例違背了香港於《公民權利及政治權利國際公約》、聯合國《关于律师作用的基本原则》等條文下的國際義務。[121]

##### 七國集團
- 2024年4月19日，七國集團和歐盟在義大利舉行外長會議，會後發表聲明，認為香港自「港區國安法」2020年頒布以來，社會多元化以及公民和政治權利不斷惡化，導致在港生活、工作和經商更困難，同時削弱香港人與更廣泛世界保持自由開放交流的能力。呼籲中國恪守在中英聯合聲明和香港基本法中所作承諾，保障香港的權利、自由以及高度自治，同時敦促中國和香港政府在行事上遵守其在國際上的承諾和適用法律義務。[122] 4月20日，香港特區政府表示，加拿大、法國、德國、意大利、日本、英國外長和美國國務卿（七國外長）與歐洲聯盟高級代表聲明以不實和偏頗言論刻意誤導公眾、抹黑《香港國安法》和《維護國家安全條例》，對此予以強烈譴責，以正視聽。[123]

#### 中華民國
- 2024年2月1日，陸委會副主委詹志宏表示，擔憂23條立法將使香港「民意代表」無法再表達意見。針對立法後對台港的往來的影響，表示非常不樂見因為一些政治因素而限縮台港兩地的民間往來。[124]
- 2024年3月8日，港府將《維護國家安全條例草案》刊憲，同日通過立法會首讀及二讀。陸委會副主委兼發言人表示，該法很多是原則性的規定，「問題是在之後的執法」，擔憂該法將影響赴港旅遊、經商的人士。他同時亦對港府所稱立法得到全面支持並不意外，表示「我们担心的跟全世界各国所担心的是一样的：香港过去的自由、民主跟人权，还有它独立的司法等等，是不是逐渐逐渐的在被消失、被剥夺当中。」[125][126][127]
- 2024年3月20日，民進黨國際部主任兼發言人李問表示，中共與港府強制推進《基本法》第23條立法，對此強烈譴責，認為這一行動無視國際社會與香港民眾的擔憂，是對香港自治及民主自由的進一步侵蝕，稱其為「香港最黑暗的一天」。並認為此舉暴露了中共的極權本質及「一國兩制」政治承諾的不可靠。[128][129]
- 2024年3月20日，立法委員、國民黨文傳會主任李彥秀就香港昨日三讀通過基本法23條回應表示，中國大陸應該思考這樣限縮人民自由的方式，是否利於未來治理，同時強調，此事更加凸顯「中華民國台灣」在自由民主之下的可貴。[130]

#### 美國
- 2020年，美国時任国务卿邁克·蓬佩奧稱，美国政府反對香港基本法第二十三條立法，視為違反美國利益，认为会对北京持續干預香港自治的情况感到担忧，同时指出“香港的自由被侵蝕與中共承諾的一國兩制背道而馳”[131]。

- 2024年2月28日，美國國務院發布新聞聲明，稱正在密切关注香港《基本法》第23条相關立法进展及其影響，認為“国家机密”和“外部干涉”等模糊定义可能會被用来扼杀不同意见，擔憂香港政府將加劇其針對異議人士的跨國打壓，並認為23條立法將進一步損害香港人民的人權和自由，削弱「一國兩制」。[132]

- 2024年3月2日，美國駐港總領事梅儒瑞（Gregory May）表示，對於香港網絡審查的情況表示擔憂，指香港正試圖刪除網上一些內容或屏蔽一些網站，令人憂慮內地嚴格控制互聯網的做法可能延續到香港，即審查機關恆常刪除批評政府的網絡內容。他又認為特區政府懸紅通緝海外人士，會影響美國科技公司的營運。香港特區政府稱，梅儒瑞的言論是危言聳聽，並表示強烈不滿和譴責。而外交部駐港特派員公署則批評梅儒瑞抹黑《香港國安法》和《基本法》23條立法。[133]

- 2024年3月20日，美国国务院副发言人韋丹特·帕特尔（Vedant Patel）在的例行记者会上稱，香港新通过的安全法规“涵盖广泛” 且“定义模糊”，“可能加速香港曾经开放的社会走向封闭”。[134]
- 2024年3月23日，美国国务卿安東尼·布林肯表示“严重关切”港府当局利用该法打压遏制异议人士，并认为可能会有损香港作为国际金融中心的声誉。[135]

- 2024年3月29日，美國國務院向國會遞交了本年度的《香港政策法報告》，該報告指中國及香港特區在過去的行動，未能做到「中英聯合聲明」允許香港享有高度自治權的要求，在13個範疇分析其相關影響，包括民主制度和普選、司法獨立和法治、言論或表達自由、新聞自由、美港交流等，因此美方不能確保香港擁有像1997年7月1日之前的待遇。報告提到去年的區議會換屆選舉，大幅削減直選議席，香港當局限制選民的選擇，沒有任何民主派或獨立人士可參選，且大部分區議員是由政府挑選或委任。報告亦稱，過去一年香港當局根據《香港國安法》拘捕至少35人，以及通緝8名身處海外的港人，認為當案件涉及國家安全時，幾乎不可能獲得公平審訊或其他適用的法律保護。[136]

- 2024年3月29日，美國國務卿布林肯發出聲明，就23條立法，美國國務院正著手草擬名單，禁止「多名」香港官員申請美國簽證，禁令或包括他們的家人。布林肯指出，北京在過去一年持續損害自己承諾過的香港高度自治、民主體制和自由權利，當中包括剛生效的基本法23條。香港特區政府隨後發出通告，強烈譴責和反對美國《香港政策法》報告及國務卿相關聲明。[137]

- 2024年4月22日，美國國務院發表“2023年人權報告”，指出香港有少年犯在獄中遭身體虐待，包括木棍毆打、肘擊和膝撞，認為港府有責任調查有關的指控。人權報告又點名星展銀行凍結民間電台帳戶；滙豐銀行終止社民連帳戶。[138]。4月23日，香港特別行政區政府就美國國務院所謂2023年度人權報告中有關香港的不實和偏頗內容，表示強烈不滿和反對。[139]。

#### 英國
- 2024年2月28日，英国外交大臣、前首相戴维·卡梅伦于發表聲明稱，23条立法提案未履行《中英聯合聲明》的義務，敦促香港特區政府重新考慮該提案。[140]

- 2024年1月31日，英國安全事務大臣董勤達質疑23條及《港區國安法》摧毁香港繁榮的要素，包括自由及公正的法律等，亦會進一步削弱外國投資者信心。[89]

- 2024年3月20日，23條在香港立法會三讀通過後，英國外相卡梅倫發表聲明，批評新法破壞香港作為國際城市長期賴以立足的法治、自治及對自由的保障，認為此舉違反《中英聯合聲明》和國際義務。他指出新法對國安定義過廣，威脅言論自由，促港府履行國際承諾，尊重《基本法》。[119]

- 2024年4月15日，英國外交部發表最新一份《香港半年報告書》。外相卡梅倫於報告序言批評，北京在港強行實施《國安法》違反《中英聯合聲明》，令政治反對派幾乎被消除、異議被定為刑事犯罪、民間社會被邊緣化，香港當局打擊「軟對抗」的努力甚至瞄準那些對香港和中國政府的支持只有些微偏差的人。序言特別提到審訊中的黎智英案，呼籲香港政府釋放英國公民黎智英，並要求北京廢除《港區國安法》。卡梅倫指港府試圖將國家安全法律「域外化」，於去年7月和12月，港警向13名僅因行使言論自由權利的海外港人發出懸賞通緝令，當中很多人現居英國。他強調，英方不會容忍任何外國勢力威脅、騷擾或傷害在英港人，《港區國安法》在英國無任何效力，英國跟香港或中國沒有有效的引渡協議，「我想向我們珍視的在英港人社群保證：你們在這裏是安全的」。序言指出香港於3月23日實施的《基本法》第23條，質疑立法過程倉促，可能與國際人權法不相容，未能達到香港承諾維護的國際標準，並對港人行使權利和自由產生負面影響。英方表示期望香港當局尊重《基本法》對港人權利和自由的保障，維護其高度自治。[141]

#### 歐盟
- 2024年1月，歐盟發言人稱，對23條立法表達密切關注，認為當中的定義及準則或與嚴厲的《港區國安法》看齊，甚至更為嚴苛，擔憂將進一步削弱香港的自由。[89][142]

- 2024年3月6日，欧盟驻港澳办事处就23條立法向港府表達嚴重關注，並發出外交照會，為自2019年以來第二次。[143]

- 2024年3月，歐盟對香港19日全票通過「維護國家安全條例草案」表示擔憂，對條例中「外部干預」和「國家機密」的廣泛定義表達關注，擔心在港的歐盟機構、公民和企業將受到重大影響，並認為立法將引發外界對香港作為國際金融中心長期吸引力的質疑。[144]

- 2024年4月25日，歐洲議會在史特拉斯堡召開本屆最後一次大會，表決通過譴責亞塞拜然、甘比亞和香港人權迫害的3項決議文。決議文譴責3月生效的「維護國家安全條例」是中國對香港強加「國家安全法」的擴大延伸，促請北京和香港撤銷兩個法律。決議文並對港區國安法實施以來超過200人被捕，造成香港民主活動、公民社會和媒體的封閉感到震驚，要求香港政府立即無條件釋放「蘋果日報」創辦人黎智英、先後在中國大陸和香港被拘禁的李宇軒、因在社群平台發表支持港獨和反中言論而被判刑的葡萄牙籍港人黃煡聰，以及其他民運人士。歐洲議會並要求歐盟部長理事會（Council of the European Union）對香港特區行政長官李家超和壓迫自由的其他官員進行制裁，要求歐盟國家暫停與中國和香港簽署的引渡協定，以免在歐洲的香港人遭到迫害。[145]  香港特別行政區政府隨後發表聲明，強烈反對歐洲議會通過涉及香港的所謂決議，並就歐洲議會對香港作出無理指控，以及抹黑《香港國安法》及《維護國家安全條例》（《條例》），予以強烈譴責，以正視聽。[146]

#### 日本
- 2024年3月20日，日本外務省發言人小林麻紀就香港基本法第23條立法表示「嚴正關切」，表示新法將「進一步損害對『一國兩制』框架的信心」。声明表示東京「高度重視維護自由開放的制度以及確保香港民主和穩定的發展」。並呼籲中國和香港當局尊重和保護在港日本公民及企業的活動和權利。[147][134]

#### 加拿大
- 2024年3月，加拿大駐港總領事館就23條立法向港府發出「外交照會」，要求立法須符合包括國際條約所保障的權利和自由，並要建立獨立機制，以確保具有透明度、相稱度及問責性。同時認為港府引用加拿大法例與《23條》作比較為不準確類比。[148]

#### 澳洲
- 2024年3月1日，澳洲外交部就香港提出的《基本法》第23條國安立法草案發表聲明，表達了對該法案可能造成的對於《基本法》和《中英聯合聲明》下保障的權利與自由侵蝕的擔憂。認為此法案可能會影響身居香港以外的人士，包括在澳居民。聲明敦促香港當局保障言論自由和司法獨立，並要求進行真正的諮詢，考慮對香港國際金融中心地位的影響。[149]
- 2024年3月19日，澳東時間21點，墨爾本澳洲港人組織HKPACE（HongKonger Protection Against Chinese Expansion）在維多利亞州立圖書館外舉行抗議活動，對23條立法和中國外交部長王毅訪澳表示強烈反對。[150]

#### 其他
- 全球81位跨國議員及公眾人物聯名表達對香港基本法第二十三條立法的嚴重關切。聯署人包括末代港督彭定康、前英國外交大臣聶偉敬、前波蘭外交部長兼歐洲議會議員 Anna Fotyga MEP等。他們指出此法將侵害香港的自治、法治及自由，違反國際人權規範，呼籲國際社會反對違背《基本法》和《中英聯合聲明》的行為。[119]

## 與《港區國安法》的區別
《基本法》第23條包括七種罪行：叛國、分裂國家、煽動叛亂、顛覆中央人民政府、竊取國家機密的行為、外國的政治性組織或團體在香港進行政治活動、香港的政治性組織或團體與外國的政治性組織或團體建立聯繫。而2020年中實施的香港國安法是基本法的附件，僅涵蓋基本法第23條中的分裂國家和顛覆中央人民政府。。
《基本法》第23條草案内指明顛覆罪的主體為「中央人民政府」，而港區《國安法》顛覆罪是針對「國家政權」，除了涵蓋顛覆國務院外，还包括人大及中央轄下的其他部門、地方機關和香港特別行政區政府。

## 影響

### 政治
2003年，《香港基本法》23條立法引發50萬港人上街抗議，最後特區政府撤回立法程序。此舉動讓北京當局質疑港人對國家觀念不足。
2021年3月，行政長官林鄭月娥亦引述港澳辦主任夏寶龍稱社會均出現鼓吹仇視中央及特區政府言論。而港區全國人大代表、行會成員葉國謙則引述中央港澳工作領導小組組長韓正稱，自當年反23條起，香港形勢並非「非民主不民主的問題」，而是「顛覆和反顛覆的問題」。

### 經濟

#### 股票市場
2024年1月30日，香港政府正式展開23條公眾諮詢，當日香港股市再度跌穿16,000點，恒生指數最多跌逾400點，收市報15703點，跌373點，跌幅2.32%。李家超強調稱「股票市場涉及許多因素，23條對香港必然有利」。 2024年2月28日，也就是23條立法本地咨詢結束之日，香港股市已重新回到16,000點上方。2月28日恆指夜期收報16838點，較1月29日恆指收市（16,077點）提高近800點。

#### 航運物流
2024年4月，美國供應管理協會（Institute for Supply Management）行政總裁德里（Tom Derry）認為，中美衝突直接令到華府暫停給予中國優惠待遇。華府的科技禁運不但影響到中國，也影響了香港作為中國貨物轉口港的角色。德里指出，「香港在美國和其他國家當中享有特殊地位，皆因香港是一個半獨立自主的地方。隨著中國逐步干頂，香港已不再獨立自主。我指的是包括美國人在內的外國人因《國安法》被捕，現在香港的法治比以前更任意妄為了。香港只委任國安法官審案，因此香港的特殊地位已被侵蝕。這都對香港不利，另一方面却令中國其他港口得益。」
2024年3月，現代貨箱碼頭母公司、九龍倉集團主席兼常務董事吳天海出席業績發布會時坦言，香港貨櫃碼頭情況嚴峻，並謂香港的碼頭由20年前排名全球前列，到今日跌至十大榜尾，加上內地港口搶生意，他見不到短期內的情況會改善，甚至預見還會進一步惡化。

### 傳媒

#### 美國國務院
2024年3月29日，美國國務院發布「2024香港政策法報告」中指出，香港新聞自由仍一再被打壓，包括有前新聞工作者被起訴、有記者被拒入境等。報告中指，去年有超過150家外媒收到港政投訴信，通常以行政長官或其他高級官員的名義，針對報道中引用的有關港府、國安法和其他香港重大事件的內容，並形容這些報道或評論「嚴重偏頗」、「毫無事實根據的指控」或「骯髒程度已創新低(reaching new levels of nastiness)」。報告中亦提到去年有兩名獨立記者被拒入境，因為被指曾報道 2019 反修例事件或香港政治局勢。報告中同時引述了外國記者會和香港記者協會的調查，顯示大多數人認為本港新聞自由進一步下降，港府的執法行動及為維護國安施加的壓力，帶來整體寒蟬效應。。
2024年4月22日，美國國務院發表2023年人權報告，批評中國繼續違反《中英聯合聲明》和《基本法》對香港高度自治的承諾，嚴重限制言論自由和新聞自由，不合理地逮捕或起訴記者；對政治參與有嚴重和不合理的限制，公民無法透過自由和公正的選舉和平地改變政府。。
香港特區政府發言人於2024年3月30日發表聲明，指報告和美國國務卿的相關聲明對香港特區各方面情況的失實言論和污衊抹黑，表示強烈譴責和反對，當中內容明顯是為保護美國獨大的政治目的而編製。為打壓其他地方的發展權利和安全利益而堆砌故事穿鑿附會，是明顯為服務美國自身政治利益而創作的製成品。報告及相關聲明對『一國兩制』成功實踐下的香港作出肆意詆毀和政治攻擊。香港特區是中華人民共和國不可分離的部分，是一個在『一國兩制』下享有高度自治權、直轄於中央人民政府的地方行政區域。美國重施故技，對香港特區各方面情況發表以政治凌駕法治、顛倒是非的謬論，公然干涉屬中國內政的香港事務，試圖破壞香港繁榮穩定，結果只會醜態畢露，絕不會得逞。報告所提及之前任意實施的所謂『制裁』，以及相關聲明揚言擬施加所謂『簽證限制』，全屬卑劣政治操作，妄圖恫嚇維護國家安全的香港特區人員，明目張膽地對中國內政和香港事務作出干涉，違反國際法和國際關係基本準則。香港特區對美國所謂『制裁』和『簽證限制』嗤之以鼻，無懼任何威嚇，堅定不移履行維護國家安全的責任。特區政府堅決維護國家主權、安全和發展利益，全面準確貫徹『一國兩制』方針的最高原則。堅定不移全面準確實施《香港國安法》、《維護國家安全條例》及香港特區其他維護國家安全的相關法律，依法有效防範、制止和懲治危害國家安全的行為和活動，同時依法保障香港市民的權利和自由，確保『一國兩制』實踐行穩致遠。強烈要求美國立即停止不符合國際法和國際關係基本準則的行為，立即停止干涉中國內政和香港事務。

#### 明報
2024年3月14日，保安局局長鄧炳強點名批評《明報》當日一篇關於23條立法的報導「誤導」，標題為“23條修正案賦權特首行會施國安指令 涵加強管理傳媒等4條罪類可送交內地”，他指報導「讓人誤以為23條會加強管理傳媒的條款，當中有些罪行可送交內地處理」，對此予以強烈譴責，強調23條草案並無條文針對傳媒，本地立法的罪行都在本地處理，形容該標題“惡毒”，會引起香港市民對23條的誤解。
根据《明报》报道，政府13日晚向立法会提交修正案，包括修改“特定4条罪类下把被告移送内地处理”。14日10时47分，《明报》修改网上文章内容，刊登「更正及澄清」，澄清修正案中，行政长官会同行政会议可维护国安及更有效实施包括国安法等而订立附属法例，当中包括国安法第五章中央驻港国安公署职责，并非在23条新增或修订罪行中可移送内地，指出“有关标题并不准确惹人误会，特此更正及深表歉意。”邓炳强表示，虽然《明报》网上版已修改，但“伤害已经造成”，希望《明报》重回正轨、正确报导23条，“这是传媒的基本守则”。

#### 自由亞洲電台
2024年3月13日，《大公文匯》報道，自由亞洲電台傳將會撤出香港，消息指預計2024年3月底正式離港，並於4月中結業。
2024年2月19日，在民建聯舉辦的23條立法講解會上，鄧炳強曾點名批評前港督彭定康、英國保安大臣董勤達、自由亞洲電台及許智峯對23條立法的「抹黑」，其中特別提及自由亞洲電臺曾「污蔑」23條將針對傳媒，且受美國聯邦政府資助。
2024年3月29日，自由亞洲電台發表公告，決定關閉香港實體辦事處。該公告指出：“香港官方的行動，包括把RFA視作“外國勢力”，令人嚴重質疑，我們在“23條”相關法律生效後還能否在香港安全地運作。” 。

#### 香港監察
2024年3月13日，特區政府就香港監察與16名連署人「刻意誤導公眾」、「抹黑《基本法》第23條立法中的“披露他人犯叛國罪”規定是針對宗教」的聲明，予以強烈譴責。“香港監察”刊登16名宗教或信仰自由人士的聲明，擔憂23條立法或許威脅宗教自由，對天主教教會「告解」的保密傳統帶來一定影響。對此，香港政府發言人表示該聲明刻意誤導公眾，「企圖挑撥宗教人士和信眾對立法的不滿」，並強調叛國罪和隱匿叛國罪是存在已久的罪行，並非針對宗教人士或信眾，而宗教自由也並不保障任何人進行嚴重犯罪行為而不用受到法律制裁。

#### 社交媒體
部分媒體擔憂，“煽動罪”涵蓋範圍較廣，23條立法通過后，媒體人對新聞言論的把握不太有信心。對此，2024年3月4日，律政司司長林定國在一活動致辭中强調，資訊自由和言論自由是香港維繫國際金融中心地位的重要獨特優勢，《基本法》23條立法絕對不會對言論、新聞或資訊自由帶來不合理的限制，媒體人不需要過多擔心。
2024年3月，根據23條立法咨询结束后发布的公开文件，在“其他意见”一欄中，有人提議“将Facebook、YouTube等网站撤出香港市场”，亦有人建議「禁止Telegram、Signal通訊軟件」，称两款应用程序是“犯罪温床”，更有甚者建議觸犯條例者應當被沒收公屋。彭博社等媒体亦报道了相关事件。3月6日晚，香港律政司长林定國表示不会在23条立法的框架下禁止任何社交媒体，強調「香港貴為國際金融貿易中心，非常依賴資訊自由流通」，批評有人「唯恐天下不亂」。香港特区政府亦发表声明并无建议禁止任何社交媒体、影片分享平台或串流平台在香港运作，并谴责彭博社的报道是“假新闻”。隨後，彭博社對報道作出更新澄清，並承認錯誤。
2024年3月27日，選委界立法會議員謝偉俊主動將Facebook個人專頁暫時下架。他表示會審視以往發表的帖文會否太尖銳，甚至引起煽動的聯想，坦言擔心以往發表有關「小紅書治港」等的言論會遭人借題發揮。

#### 華爾街日報
2024年3月20日，《華爾街日報》（The Wall Street Journal）以“香港通過「第23條」立法，外企高管憂心忡忡”為題，報道23條已招致西方國家政府的強烈批評，外國商業團體和公司律師的態度更為克制，但一些人表示，擔心法案的某些部分措辭過於含糊，感覺企業的風險和合規成本會增加。而對於該法律，國際商界最為關切的部分，即對國家秘密和境外干預的寬泛定義，與最初的公眾諮詢文件幾乎完全相同。香港德國商會主席赫佑漢（Johannes Hack）表示，由於認為存在風險，企業今後可能會避免從事某些活動，並表示外國總部的高管們，將更難理解香港到底與中國其他地方有何不同。  中國外交部駐港公署隨後致函《華爾街日報》，駁斥該報社論日前抹黑香港《維護國家安全條例》、唱衰香港發展前景的惡劣言論，闡明香港基本法第23條立法的必要性、重要性和正當性。
2024年5月3日， 《華爾街日報》總編輯Emma Tucker昨在內部通函表示，「一如我們報道的許多公司一樣」，WSJ會將亞洲運作重心由香港轉移至新加坡，並提及部分同僚將被迫離開，大部分來自香港。通函未直接提及香港政治環境或國家安全法律，不過多名WSJ新聞工作者均指不排除與香港近年事態有關。與新聞部獨立運作的WSJ評論部，過去多次發表社評批評北京箝制香港人權，對壹傳媒創辦人黎智英案提出質疑，外交部駐港公署及特區政府曾點名批評該報有關《基本法》23條本地立法的社評。

### 旅游警示
自香港通過《維護國家安全條例》，多個國家和地區對需要赴港民眾提出旅游風險警示。

#### 台灣
2024年3月21日，中華民國國家安全局局長蔡明彥提醒入境香港的臺灣民眾，“要特別注意自己的人身安全，注意過往在社交媒體是否曾對中國惡意批評，以防入境時被檢查後無端入罪“。3月22日，中華民國交通部部長王國材稱，“民眾要非常小心，真的有類似的行為，我是覺得民眾就不要去香港了”。3月25日，中華民國交通部部長王國材重申，是“建議”不要去，不是說所有人都不要去。
2024年6月27日，台灣陸委會表示，大陸、香港、澳門近年持續增修國安法例，近日曾發生台灣民眾赴中國大陸遭扣押、盤查等情況，加上國台辦與其他部門於2024年6月21日共同公布《關於依法懲治「台獨」頑固分子分裂國家、煽動分裂國家犯罪的意見》，重申對台獨勢力的零容忍態度，並試圖透過嚴厲的法律懲罰來達到震懾效果，涉及「分裂國家」者最重可判處死刑。陸委會認為，將嚴重威脅台灣民眾赴陸港澳之人身安全，經整體評估，認有必要自 6 月 27 日起提升赴陸港澳旅遊警示為「橙色」，建議台灣民眾避免非必要的旅行。

#### 澳大利亞
2024年3月22日，澳大利亚政府也更新對香港旅遊風險提示，描述香港有「嚴格且可空泛詮釋的國家安全法律」、「就算非刻意亦可能犯法」，風險水準為四級中第二級的「保持高度警戒」。英國、美國等國家也同樣對需要赴港旅遊、工作的國民發出了類似的警示。

#### 美國
2024年4月12日，美國國務院更新香港的旅遊提示，維持標示為第二級的「提高警惕」，高過大陸及澳門的第三級「重新考慮旅行」。更新內容提及港府加長並修訂有關國安法執法的內容，提醒前往香港旅行時請格外小心。提示提及，今年的23條立法在2020年《港區國安法》的基礎上，增加定義模糊的罪行，例如叛國罪、叛亂罪、盜竊國家機密罪、破壞公共基礎設施罪和外部干預罪，罪行適用於香港境內的外國人，及位於香港境外的個人，包括美國公民和永久居民。根據這些規定，任何批評中華人民共和國或香港特別行政區當局的人，都可能面臨逮捕、拘留、驅逐或起訴。香港當局正試圖對居住在其管轄範圍之外的個人，包括美國公民和永久居民執行這些規定。

#### 加拿大
2024年4月11日，加拿大政府更新旅遊警示，評定往香港的風險是「保持高度謹慎」，提及今年《維護國家安全條例》通過後，如果被指涉嫌危害國家安全，可能會在不受檢控的情況下，被香港當局拘留最多16天，並且被禁止與律師會面最多48小時。提示並指，國安犯罪的範圍，還可能包括在加拿大不被視為非法的活動，及在香港境外發生的活動，並可能包括社交媒體貼文。

## 外部連結
- 民間網站：香港人權監察關於基本法23條網站（已經停止更新）
- 政府網站：
  - 實施基本法第二十三條（页面存档备份，存于）
  - 《維護國家安全條例》草案公眾諮詢文件 （页面存档备份，存于）（2024年）